# VII edició de la Mostra de València
La VII edició de la Mostra de València, coneguda oficialment com a VII Mostra de València - Cinema del Mediterrani, va tenir lloc entre l'11 i el 19 d'octubre de 1986 a València sota la direcció de José Luis Forteza. A les quatre sales del Cine Martí, als cinemes d'Or, Eslava i Goya es van projectar un total de 195 pel·lícules i 30 curtmetratges: 19 a la secció oficial, 22 a la secció informativa, 11 a la secció especial, 10 a la retrospectiva dedicada a Lino Ventura, 10 a la dedicada a Costa Gavras, 11 a la dedicada a Alfredo Matas, 40 a la dedicada a la comèdia italiana, 20 al cinema creat per la televisió, 7 a la secció infantil i 55 a l'Especial Palestina. El cartell d'aquesta edició seria fet per Xavier Mariscal i la mostra fou visitada per 78.913 espectadors. En la gala d'obertura es va homenatjar al productor Alfredo Matas i es va projectar Cara de acelga En la sessió de clausura es va homenatjar Lino Ventura i es va projectar La Bonne Année de Claude Lelouch.

## Pel·lícules exhibides

### Secció oficial
- Tabûnat al-sayyid Fabre d'Ahmed Rachedi
- Al Baree' d'Atef al-Tayyeb
- Al-Tawq wa-l-Iswirra de Khairy Beshara [5]
- Luna de agosto de Juan Miñón Echevarría
- Mon beau-frère a tué ma sœur de Jacques Rouffio
- Rosa la rose, fille publique de Paul Vecchiali
- Petrina Hronia de Pantelis Vulgaris
- Avanti Popolo de Rafi Bukaee
- Una casa in bilico d'Antonietta De Lillo i Giorgio Magliulo
- La donna del traghetto d'Amedeo Fago
- Za sreću je potrebno troje de Rajko Grlić
- Večernja zvona de Lordan Zafranović
- Zahrat al Kandoul de Mai Masri i Jean Khalil Chamoun
- Le Jour du forain d'Abdelkrim Mohammed Derkaoui
- Um Adeus Português de João Botelho
- Rih essed de Nouri Bouzid
- Bir Avuç Cennet de Muammer Özer
- 14 Numara de Sinan Çetin
- O viasmos tis Afroditis d'Andreas Pantzis

### Secció informativa
- Al Bidaya de Salah Abu Seif
- Asfour al Shark de Youssef Francis
- Weda'an Bonapart de Youssef Chahine
- Bâton Rouge de Rachid Bouchareb
- Ena senario einai i zoi mas de Dinos Mavroidis
- Mania de Giorgos Panousopoulos
- Ta paida tou kronou de Giorgios Korras
- Il sapore del grano de Gianni Da Campo
- A futura memoria: Pier Paolo Pasolini d'Ivo Barnabò Micheli
- Crna Marija de Milan Živković
- Ada de Milutin Kosovac
- Le Liban, malgré tout d'André Gédeon
- Mourir un peu de Saguenail ,
- Al Adou al Amin d'Omar Amiralay
- Al Kaas de Mohammed Damak
- Al Tahadi d'Omar Khlifi
- Adı Vasfiye d'Atıf Yılmaz

### Secció especial
- El suizo – un amour en Espagne de Richard Dindo ,
- Més enllà de la passió de Jesús Nicolás F. Garay
- El río de oro de Jaime Chávarri
- Rouge Baiser de Véra Belmont
- Desig flagrant de Claude Faraldo
- O Melissokomos de Theo Angelópulos
- La messa è finita de Nanni Moretti
- Ma'araka de Roger Assaf
- Srećna nova '49. de Stole Popov

## Jurat
Fou nomenada presidenta del jurat l'actriu grega Eva Kotamanidou i la resta de membres foren l'escenògraf teatral valencià Antonio Díaz Zamora, el director egipci Henry Barakat, el crític italià Guido Cincotti, l'escriptor valencià Manuel Vicent, l'escriptor Josep Gandia Casimiro, l'actor i productor francès Claude Jaeger, el director tunisià Nacer Khemir i el director italià Paolo Magelli.

## Premis
- Palmera d'Or (1.000.000 pessetes): Za sreću je potrebno troje de Rajko Grlić [6][7]
- Palmera de Plata (600.000 pessetes): Rih essed de Nouri Bouzid
- Palmera de Bronze (400.000 pessetes): 
  - O viasmos tis Afroditis d'Andreas Pantzis 
  - Al-Tawq wa-l-Iswirra de Khairy Beshara
- Premi Pierre Kast al millor guió: Rajko Grlić per Za sreću je potrebno troje
- Premi millor realització de sèrie de TV: Un'isola de Carlo Lizzani
- Premi millor guió de sèrie de TV: Émile Ghigo per L'An Film de Jean-Dominique de La Rochefoucauld
- Menció al millor actor: Imed Maalal per Rih essed de Nouri Bouzid
- Menció a la millor actriu: Themis Bazaka per Petrina Hronia de Pantelis Vulgaris